# Bastian Schweinsteiger
Bastian Schweinsteiger ( pronunciació (?·pàg.)) (Kolbermoor, Baviera, 1 d'agost de 1984) és un futbolista professional alemany ja retirat. Jugà com a migcampista. El seu últim equip fou el Chicago Fire. Fou internacional amb la Selecció alemanya. Destacà per una gran potència i un xut de fora de l'àrea extraordinari, que el van transformar en una de les grans promeses del futbol alemany i del món.
El 25 de maig de 2013 formà part de l'equip titular del Bayern de Múnic que esdevingué campió de la Lliga de Campions de la UEFA 2012-13 en derrotar el Borussia de Dortmund a la final.

## Palmarès

### Campionats nacionals
| Títol                | Club               | País     | Any  |
| -------------------- | ------------------ | -------- | ---- |
| 1. Bundesliga        | FC Bayern de Múnic | Alemanya | 2003 |
| Copa d'Alemanya      | FC Bayern de Múnic | Alemanya | 2003 |
| Supercopa d'Alemanya | FC Bayern de Múnic | Alemanya | 2003 |
| 1. Bundesliga        | FC Bayern de Múnic | Alemanya | 2005 |
| Copa d'Alemanya      | FC Bayern de Múnic | Alemanya | 2005 |
| 1. Bundesliga        | FC Bayern de Múnic | Alemanya | 2006 |
| Copa d'Alemanya      | FC Bayern de Múnic | Alemanya | 2006 |
| Supercopa d'Alemanya | FC Bayern de Múnic | Alemanya | 2007 |
| 1. Bundesliga        | FC Bayern de Múnic | Alemanya | 2008 |
| Copa d'Alemanya      | FC Bayern de Múnic | Alemanya | 2008 |

## Clubs
| Club               | País     | Any   |
| ------------------ | -------- | ----- |
| FC Bayern de Múnic | Alemanya | 2001- |

## Internacional

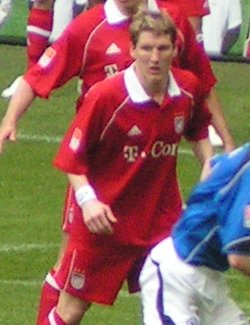
Bastian Schweinsteiger.

Schweinsteiger és habitual en les convocatòries de la Selecció d'Alemanya.
Durant el Mundial de Futbol d'Alemanya 2006, Bastian Schweinsteiger va jugar com extrem esquerre, sent titular en la major part dels partits que va disputar; va crear un joc en atac constantment per la seva banda en el mig camp. En el partit d'obertura, va donar les assistències de gol a Miroslav Klose (2-1) i a Torsten Frings (el 4-2 final). En el partit contra Equador, va recuperar una pilota ràpida de Per Mertesacker i va donar l'assistència amb la qual Miroslav Klose convertiria l'1-0 (3-0 final per Alemanya).
En el duel pel tercer lloc, Schweinsteiger va marcar dos dels tres gols i va provocar l'autogol de Petit en un xut de falta amb la qual la seva selecció va obtenir el tercer lloc en el Mundial.
| Mundial                        | Seu      | Resultat    |
| ------------------------------ | -------- | ----------- |
| Copa Mundial de Futbol de 2006 | Alemanya | Tercer lloc |

L'Eurocopa 2008 va començar molt fluixa per Schweinsteiger, ja que no va començar de titular el primer partit contra Polònia, va entrar uns minuts de canvi però no els va jugar bé, en el segon partit també va ingressar de canvi contra Croàcia i va ser expulsat, però es va reivindicar en el partit de Quarts de Final contra Portugal, al tenir un extraordinari partit, marcant el primer gol, i posant les assistències per al segon i al tercer, guanyant 3-2, a més, en la Semifinal contra Turquia (3-2 a favor dels alemanys) va realitzar un gran partit corrent molt bé al contraatac, i arribant l'àrea amb molt perill. Va consolidar la seva actuació amb el primer gol dels alemanys. Va jugar els 90 minuts en la final contra Espanya, perdent per 0-1 amb un gol de l'espanyol Fernando Torres.
El 8 de maig de 2014 va ser inclòs pel seleccionador alemany Joachim Löw a la llista preliminar de 30 jugadors per la fase final del mundial de 2014. Posteriorment, el juny de 2014 fou ratificat com un dels 23 seleccionats per representar Alemanya a la Copa del Món de Futbol de 2014 al Brasil.